# 長浜城下町

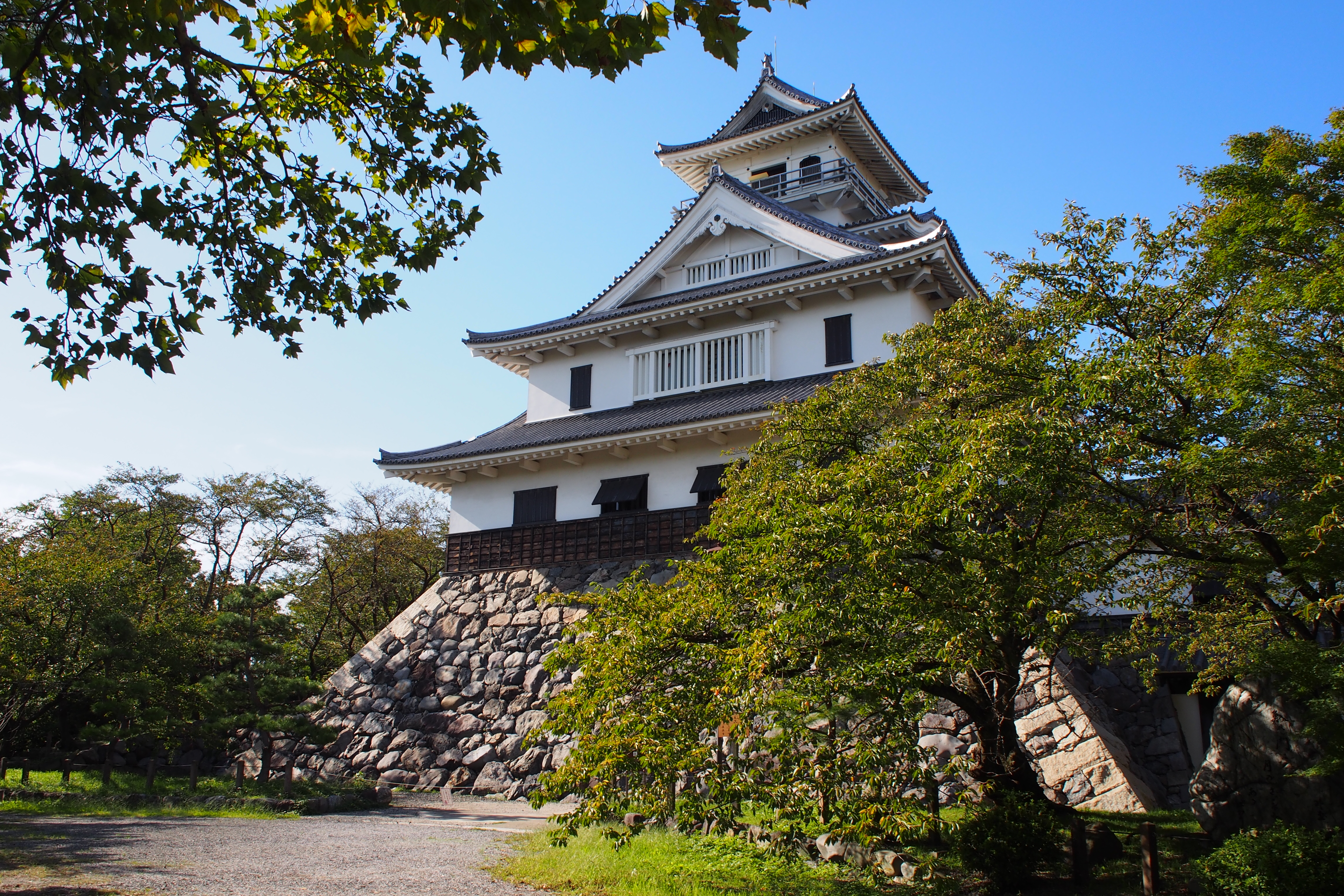
長浜城（模擬天守）

長浜城下町（ながはまじょうかまち）は、滋賀県長浜市にあった長浜城の東に形成された城下町。浅井氏滅亡後の北近江に所領を与えられた羽柴秀吉が、1574年（天正2年）に今浜に築城し、同時に城下町を建設し、町の名前を今浜から長浜に改めた。城は1615年（元和元年）に廃城となったが、長浜の町は琵琶湖の重要港として、北国街道の宿場として、大通寺の門前町、さらに彦根藩の縮緬機業（浜縮緬）の中心地として、近世から近代に至るまで繁栄した。

## 歴史
長浜には鎌倉幕府の滅亡時から城が存在し、16世紀には京極氏や家臣の上坂氏が在城した。記録によれば1501年（文亀元年）、京極材宗が今浜城の京極高清を攻撃し失敗、1523年には浅井氏らが今浜城の京極高清を攻めて敗走させた。

### 秀吉による城下町の建設

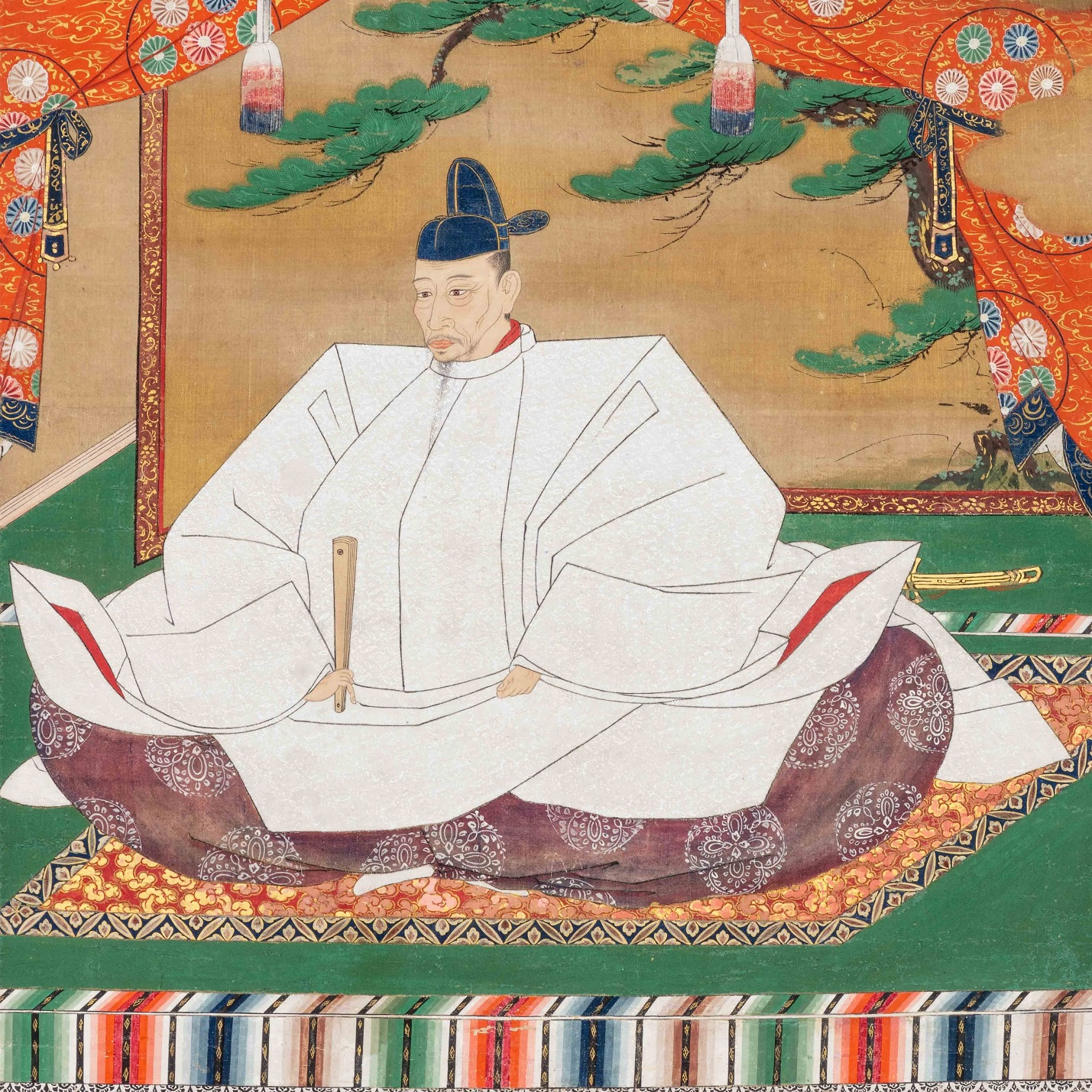
長浜城下町を築いた羽柴秀吉

1573年（天正元年）に滅亡した浅井氏の居城小谷城下には、北国脇往還沿いにかなり大規模な中世城下町が存在した。新たに造られた長浜城下町の町名に郡上や伊部や呉服など小谷城地区の地名と一致するものが多いため、羽柴秀吉が町づくりに際し小谷から城下町を移転させたと考えられる。しかし城下町の移転は急速に行われたものではなく、まず1574年（天正2年）頃、当地の今浜村などを元に大手町、東本町・西本町、魚屋町、北町などの南北に延びる城壁に直角（縦）に向かう東西に長い「縦町」が作られ、その後1580年から1581年にかけて小谷城下町の住民が移転し、南伊部町・北伊部町や上・中・下の呉服町、鍛冶屋町、郡上町などの南北に延び、「縦町」と直行する「横町」が作られたと推定される。城下への移転を優遇するために、城下の町人は年貢や諸役が免除された。秀吉の長浜城下町は江戸時代に作られた城下町に多く見られる細い街路、行き止まり、鍵の手に曲がった道が殆どないため、防衛を重視した町ではなく商業活動を重視したものと判断できる。

### 長浜城の廃城
長浜城は1582年（天正10年）まで秀吉が城主であったが、一旦柴田勝家に譲り勝家の甥の柴田勝豊が城主となった。秀吉と勝家の仲が険悪となった12月に勝豊は秀吉に降伏したため、再度長浜城を得た秀吉は賤ケ岳の戦いで勝家を敗死させた。1584年に長浜城主となった山内一豊が1590年に掛川城に去った後は城主は無く天守も壊された。一旦破却されていた長浜城は1606年（慶長11年）に内藤信成が転封してきたため再建されたが、1615年（元和元年）に内藤信成の子・信正の高槻城への移封によって再度廃城となり、建物や石垣などの資材は彦根城の建設に使われた。

### 商業都市としての長浜

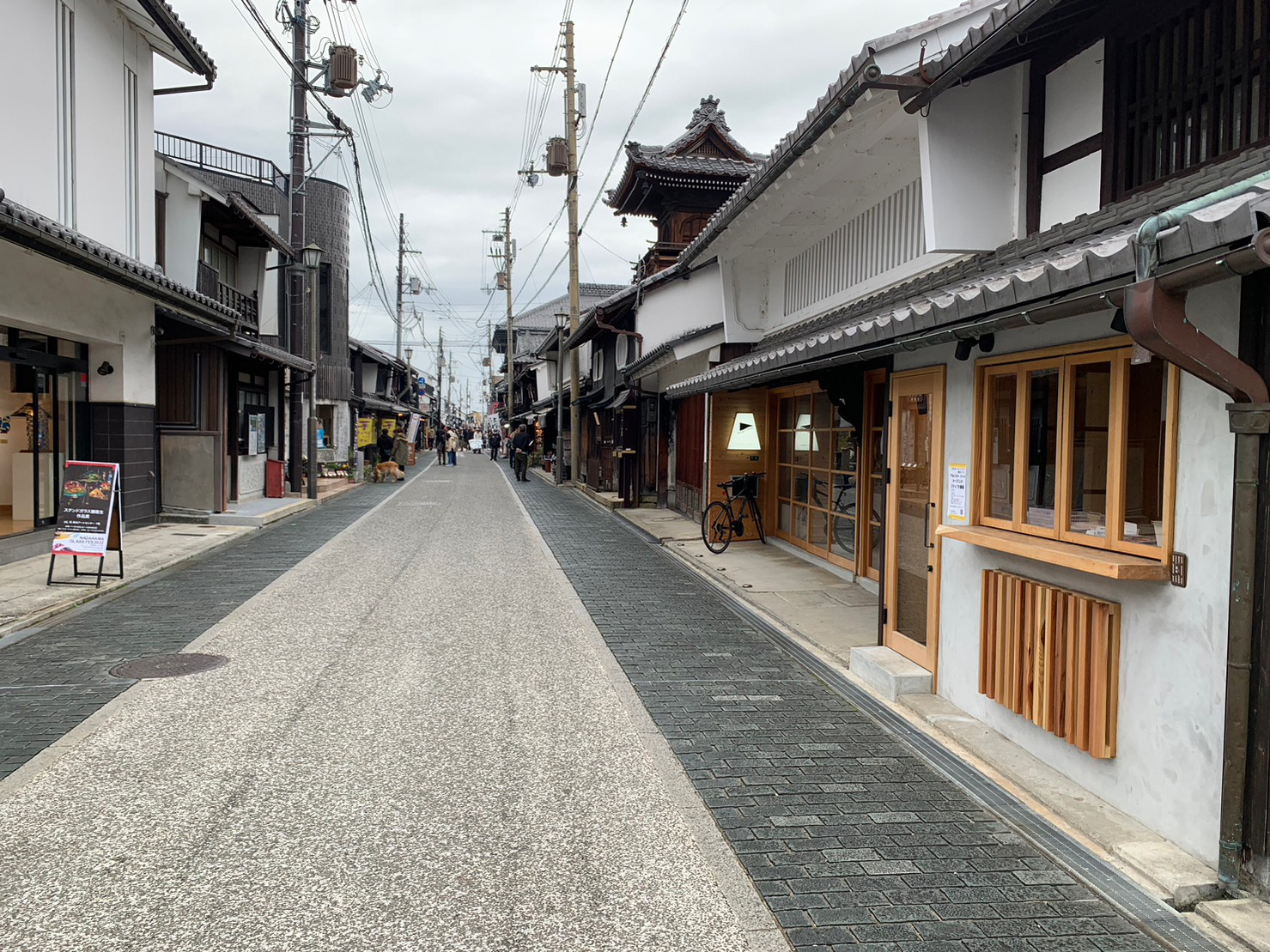
北国街道沿いの街並み

長浜から城は無くなり、城下町の機能の一部は彦根に移ったが、秀吉の作った町組は江戸時代も残った。長浜港は1574年の秀吉の長浜築城・城下町建設に伴って整備されたとされている。1601年（慶長6年）のデータでは25艘の船を有し、また江戸時代初頭の彦根城付御用船120艘のうち60艘が長浜湊に所属していた。彦根藩の領地となった長浜港は松原、米原とともに彦根藩の三湊と位置づけられ、湖北地方の年貢米の積み出し港とされた。また長浜の町は北国街道の宿場となった。長浜の北に広がる浅井郡は養蚕の盛んな地であったが、宝暦年間に丹後縮緬の技術を導入して縮緬の生産を開始し、1759年（宝暦9年）からは京都への販売を始め、彦根藩の「国産」として、長浜での縮緬生産は、「浜縮緬」のブランド名をもとに、京都の織屋と協力して全国展開するに至った。この他、「浜糸」や、「浜天鵞絨」・「浜蚊帳」など、「浜ブランド」の繊維業が隆盛を極めた。

### 長浜町における近代化
明治時代になると、滋賀県最初の「第一小学校」が1581年（明治4年）に設立され、1874年（明治7年）には開知学校と改名した。小学校の設立は、町民の寄付によるものである。また、1877年（明治10年）には第二十一国立銀行が設立され、県下第一の経済力を誇る都市として繁栄を極める。1882年（明治15年）には長浜－敦賀間の鉄道（後の北陸本線の一部）が敷設され、翌年には関ケ原への鉄道が開通。長浜は鉄道と鉄道連絡船の乗り換え駅として、多くの乗降客で賑わった。しかし、その繁栄も束の間、1889年（明治22年）には東海道本線の全通により、日本における東西ターミナルとしての役割を終える。当時の旧長浜駅舎が鉄道記念物として長浜鉄道スクエアに展示されている。

## 長浜城下町遺産
2021年度（令和3年度）から始められた制度で、市民団体である「長浜城下町まちづくり勉強会」が主催している。毎年、長浜市長を委員長とする選定委員会で、10件程度の「長浜城下町遺産」を選定しており、5年間で50件程度の選定をめざす。地域における観光振興、地域づくりに活用しようというのが目的である。2021年度（令和3年度）には、天正19年（1591年）に豊臣秀吉が長浜町への朱印状で制定した「三百石朱印地」の境界の石柱や、現存する長浜最古の町家建築である「旧四居家住宅」、長浜城の外堀であった米川沿いの倉庫を改修し開業した「長濱浪漫ビールと米川」など10件が選定された。2022年度（令和4年度）の選定会議は11月21日に行われ、江戸時代の油屋であった町家を改装した旅籠「白忠」や慶雲館にある常陸山の力士像など10件が選定された。
各選定遺産の詳細は「長浜城下町遺産」のHPを参照。
- 長浜城下町遺産

### 選定遺産一覧

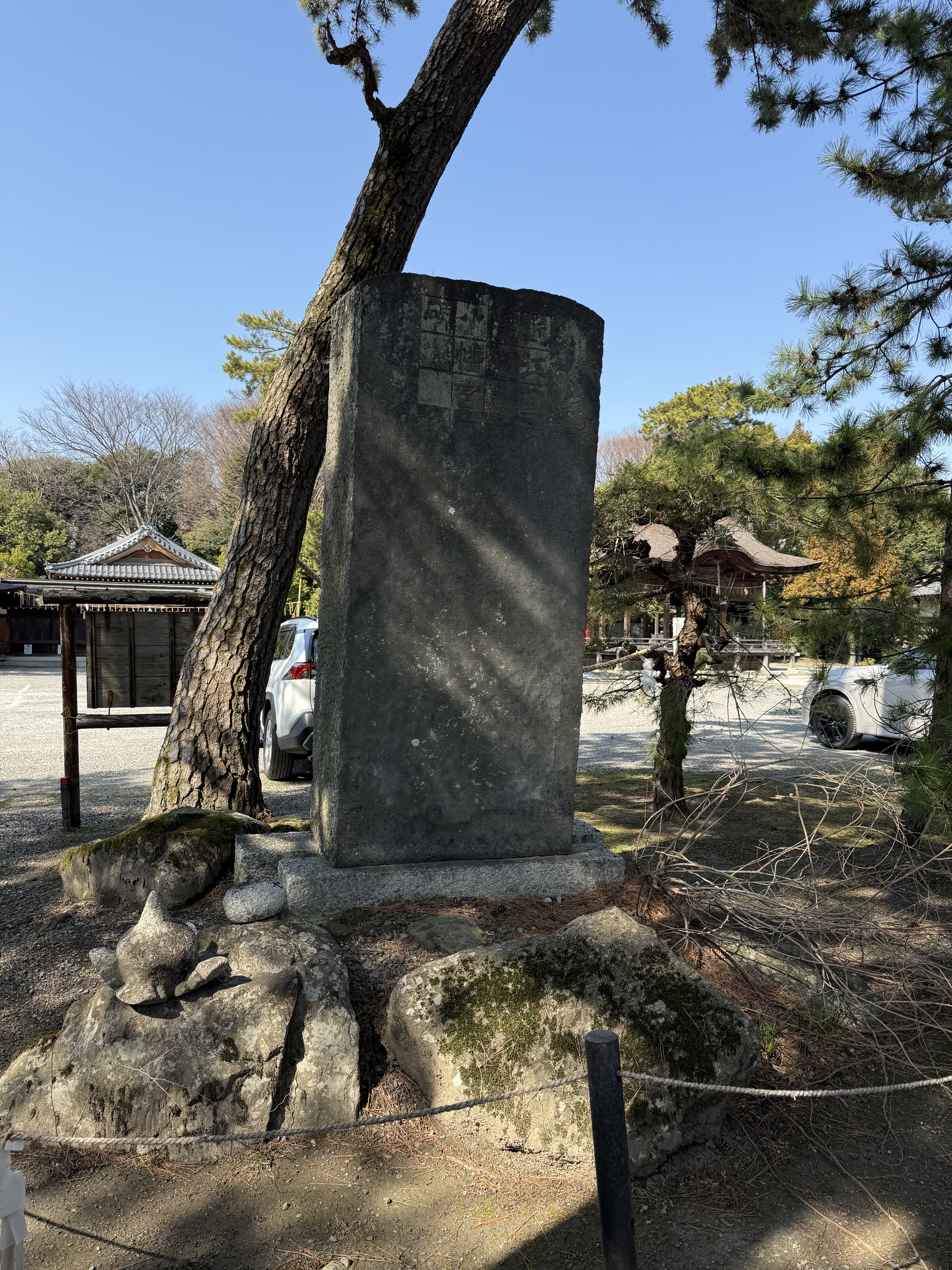
長浜八幡宮碑
大通寺台所門
文泉堂（銭作、金屋町）
三谷旅館（南伊部町）
馬つなぎ石（下船町）
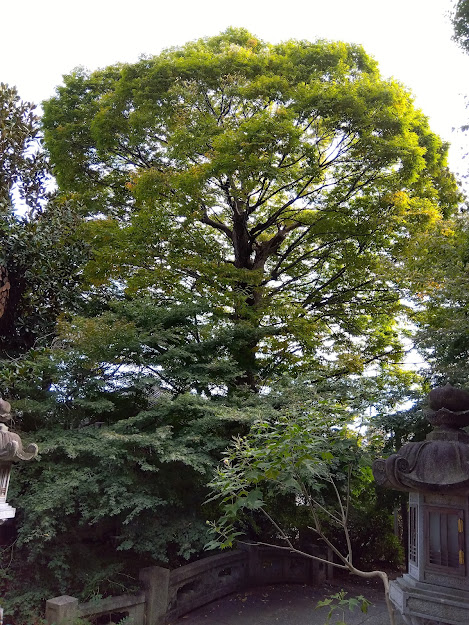
舎那院の巨木（ケヤキ）
吉川三左衛門屋敷跡
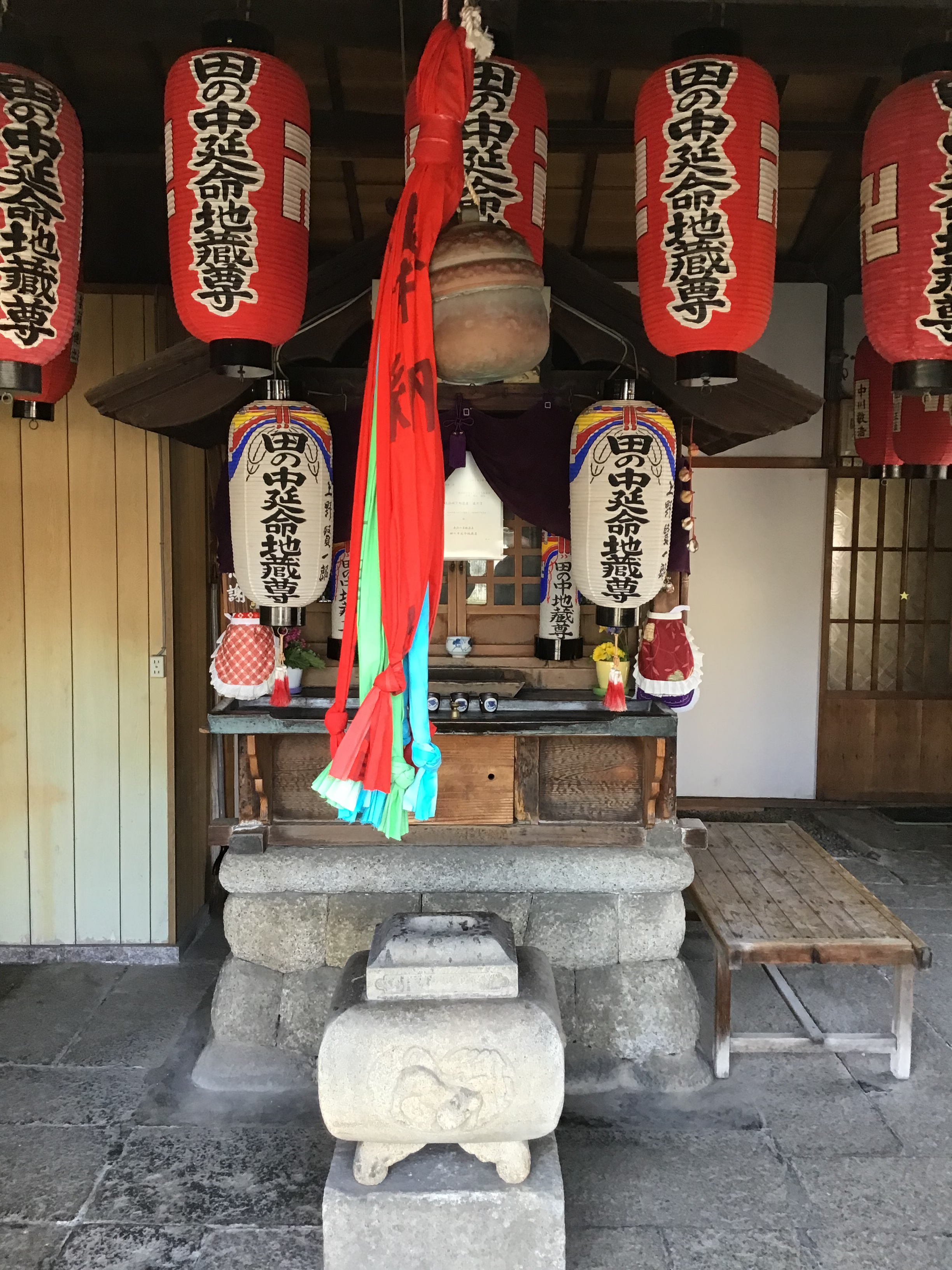
田の中延命地蔵尊
長浜タワー
旧長浜駅舎

- 2021年度（令和3年度）

朱印地境界石柱
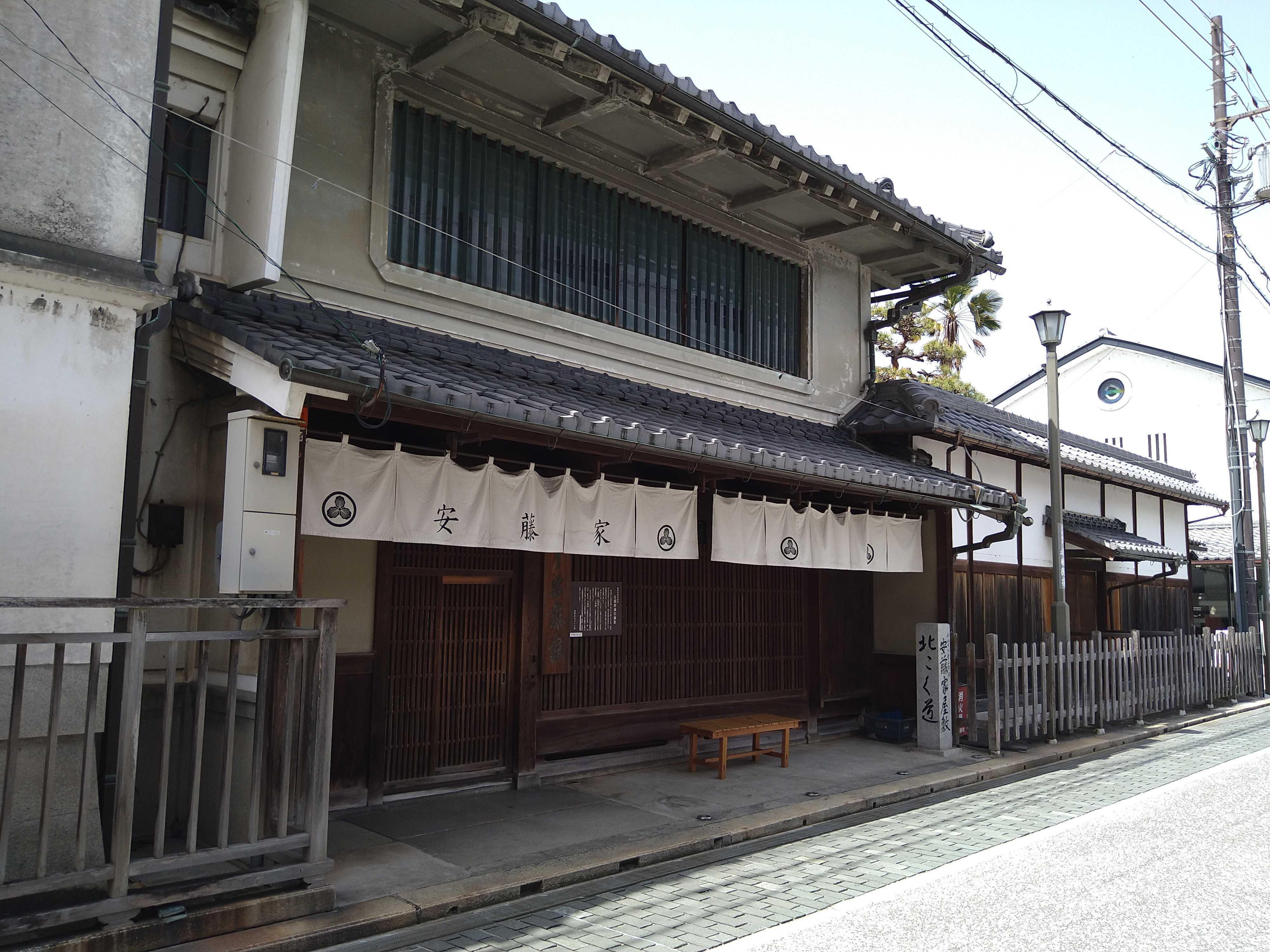
安藤家（小蘭亭）
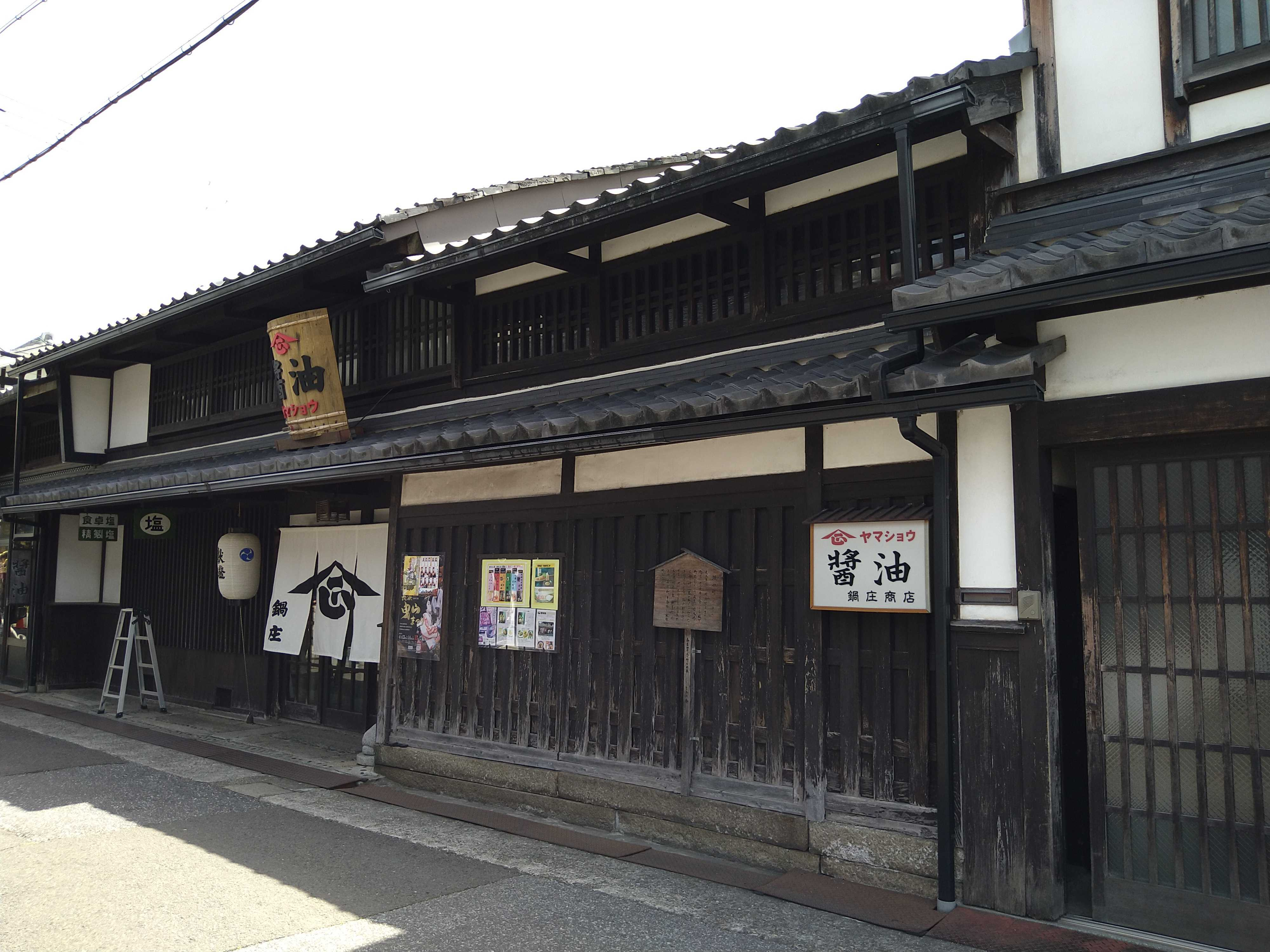
鍋庄商店
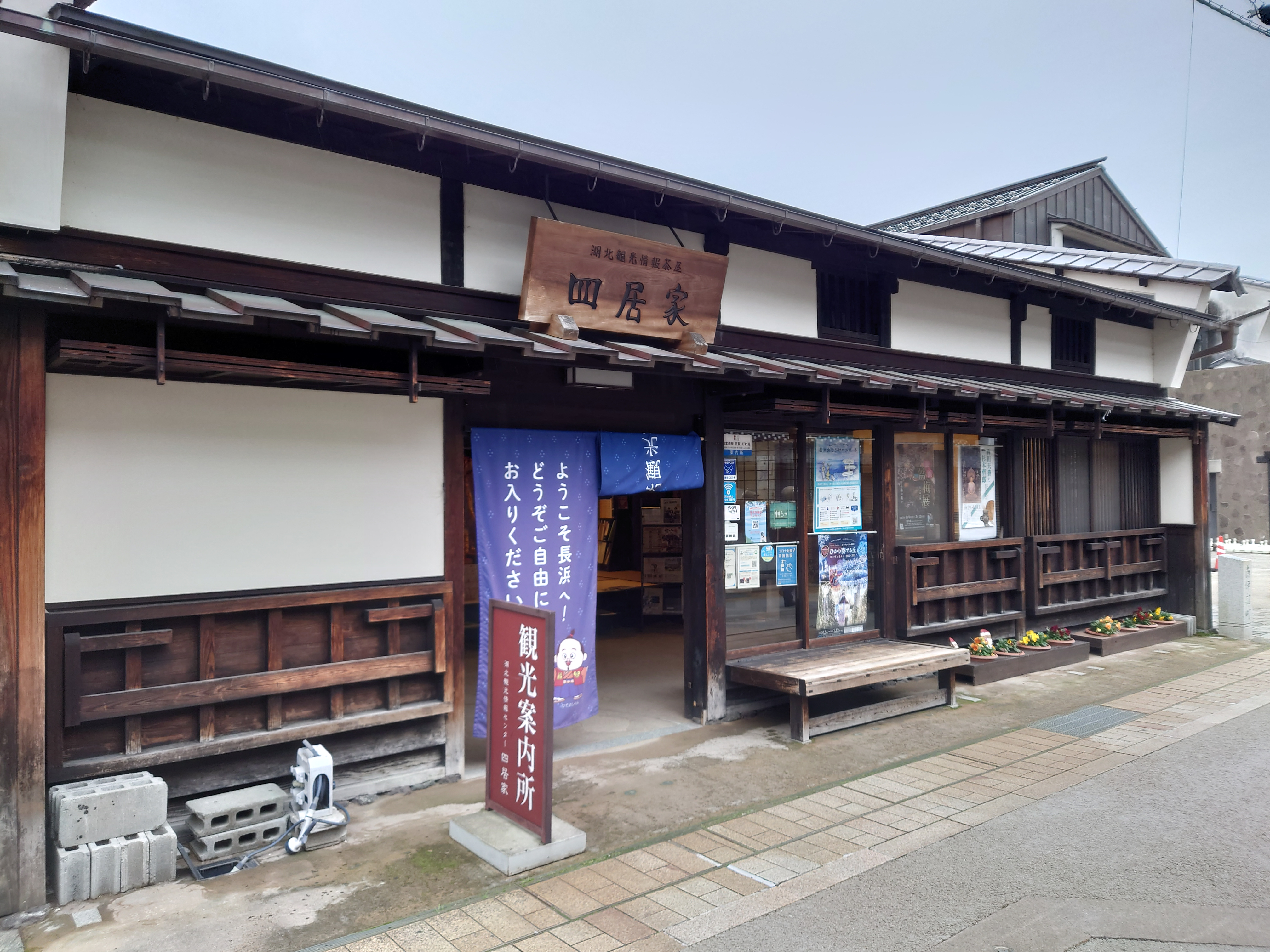
旧四居家住宅
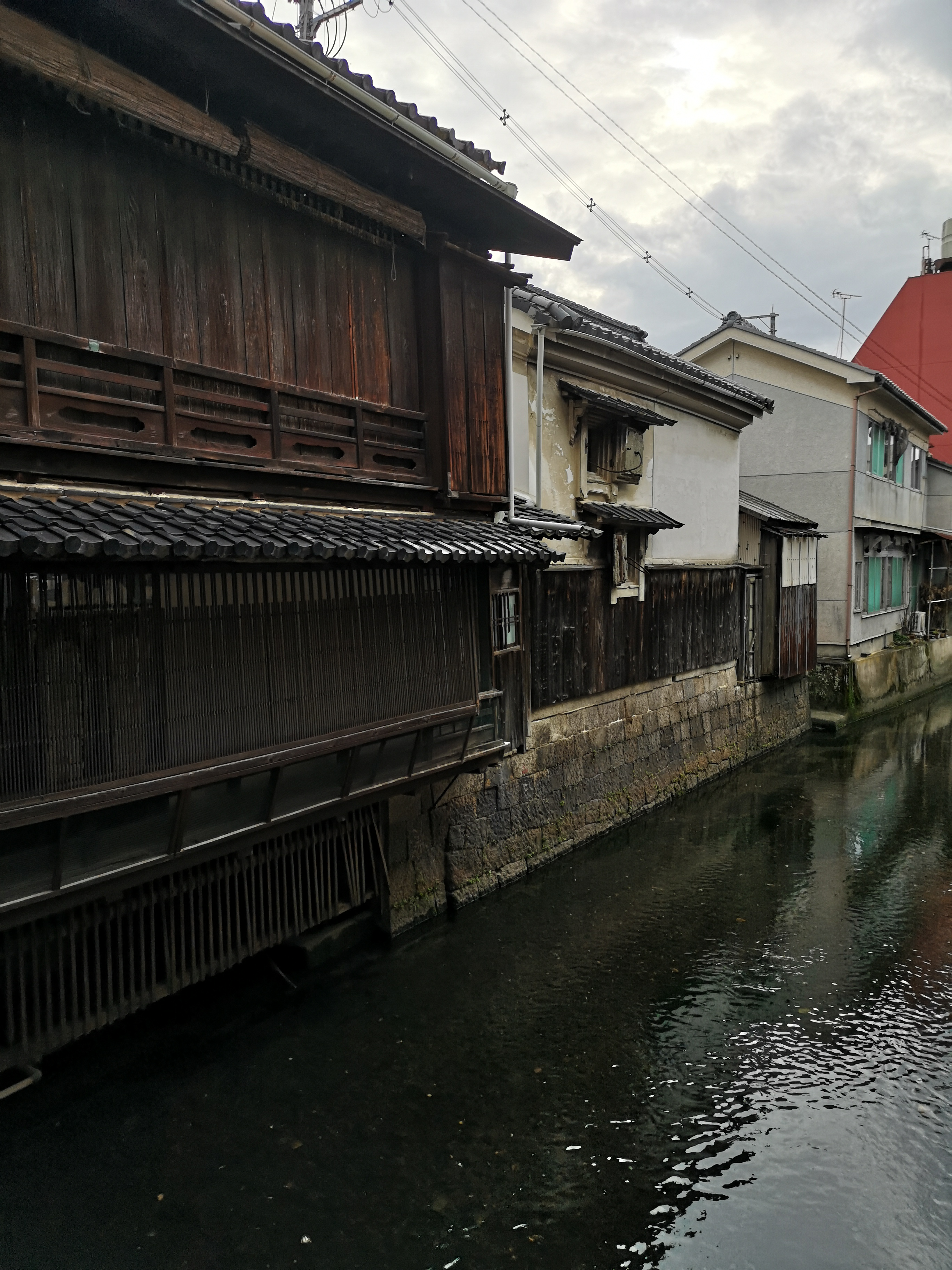
玉八商店西家付近の米川沿い
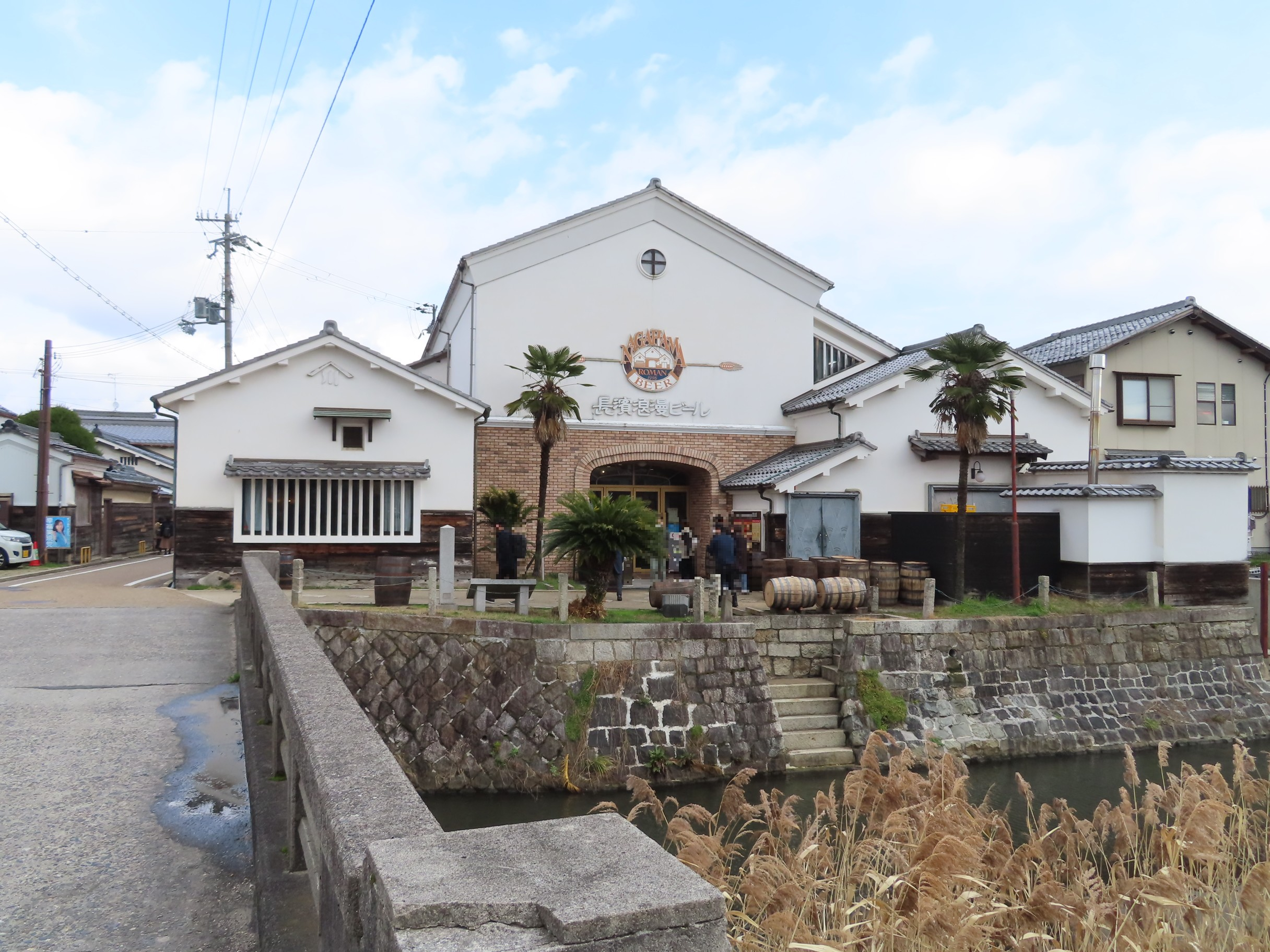
長浜浪漫ビールと米川
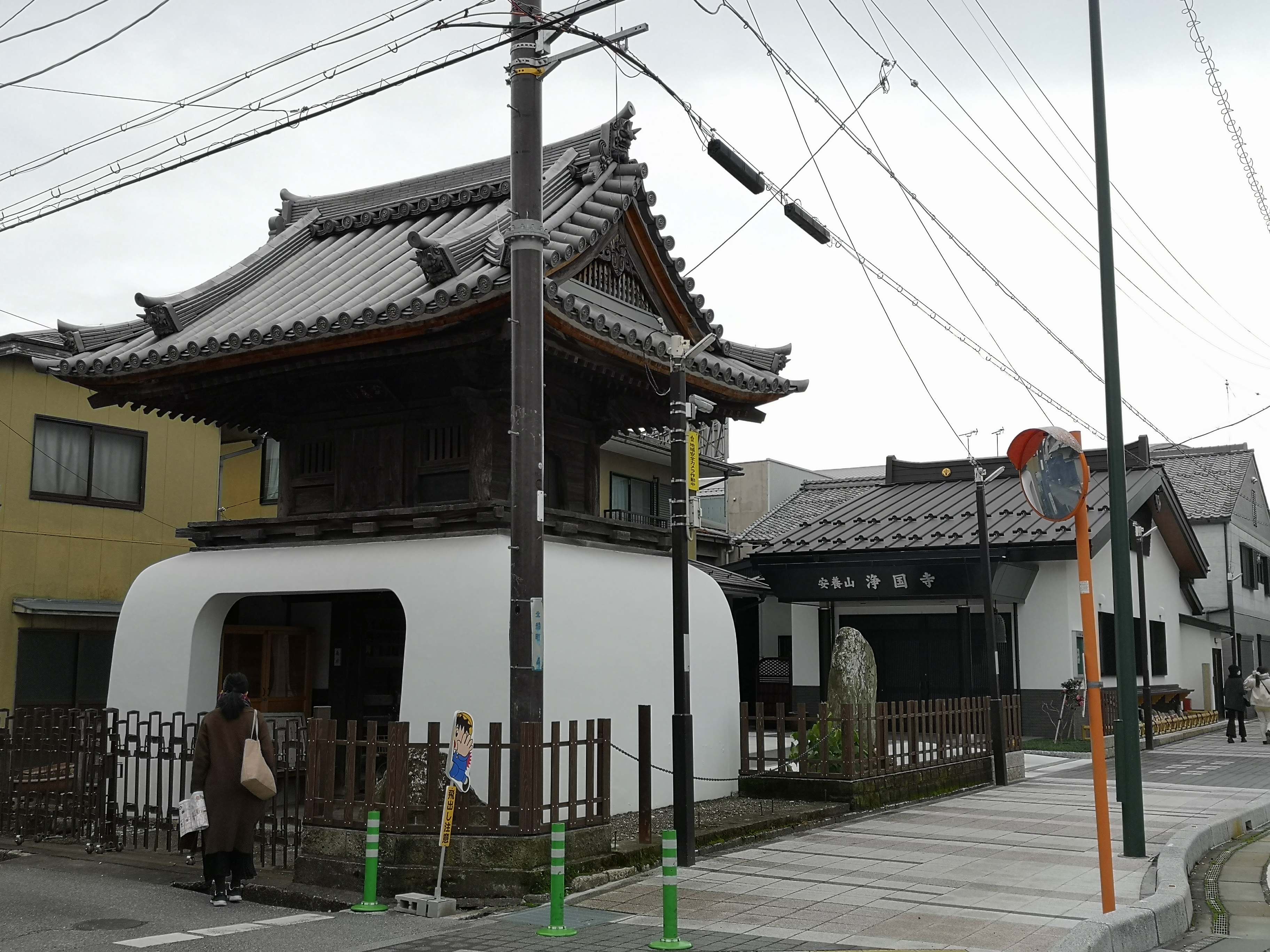
浄国寺の竜宮門
背割り水路
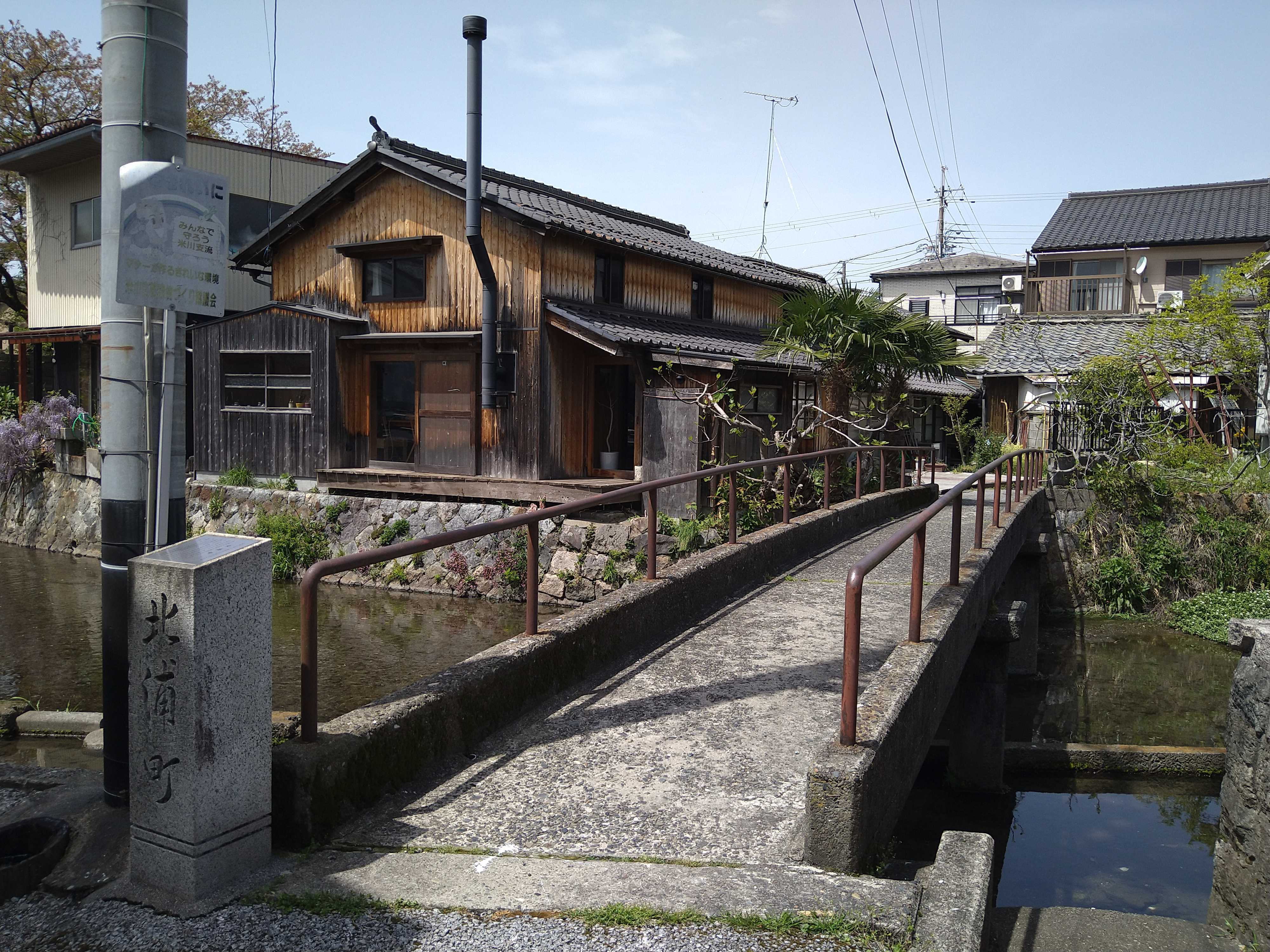
どんどん橋
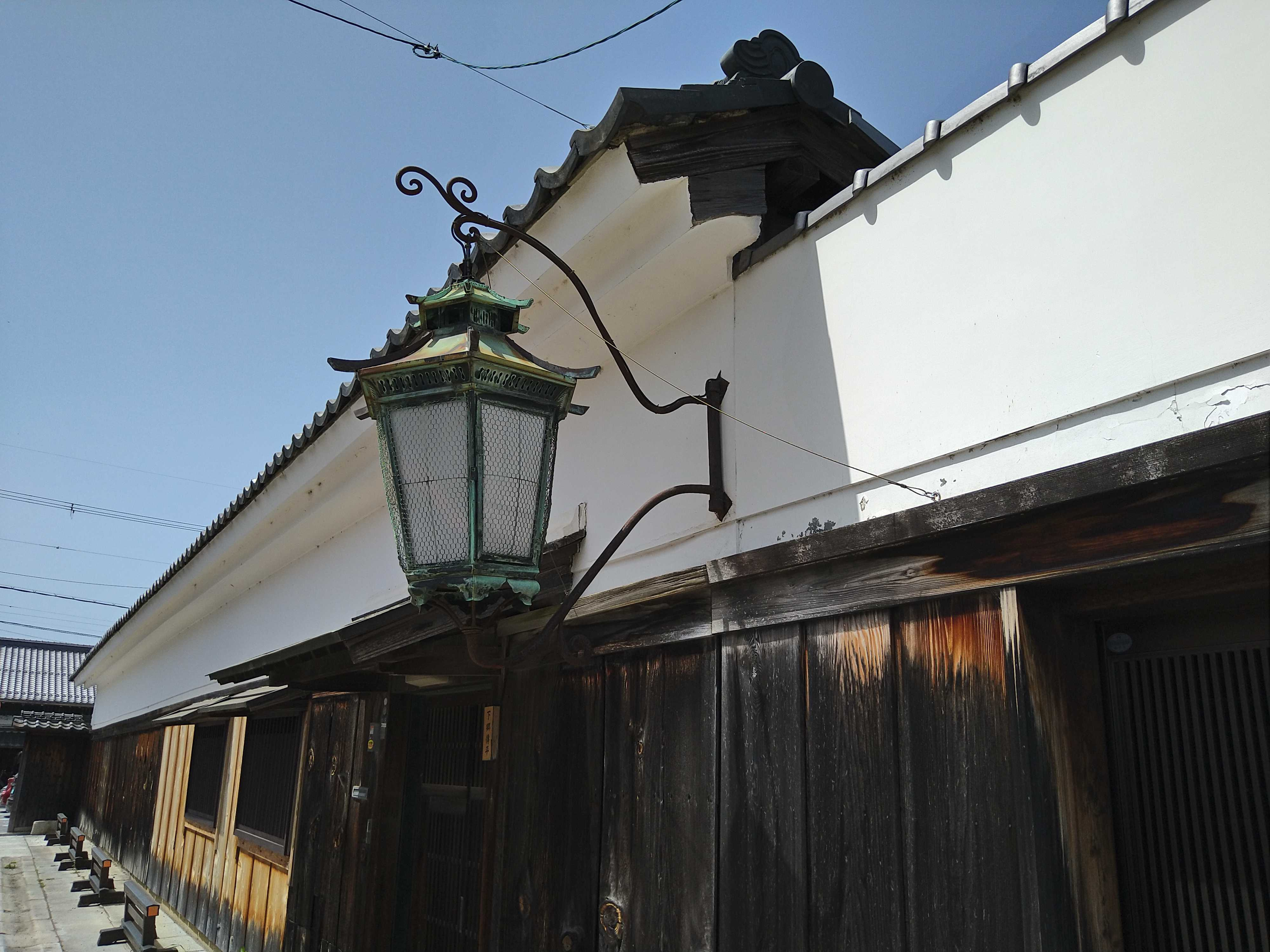
下郷邸のガス灯

- 2022年度（令和4年度）

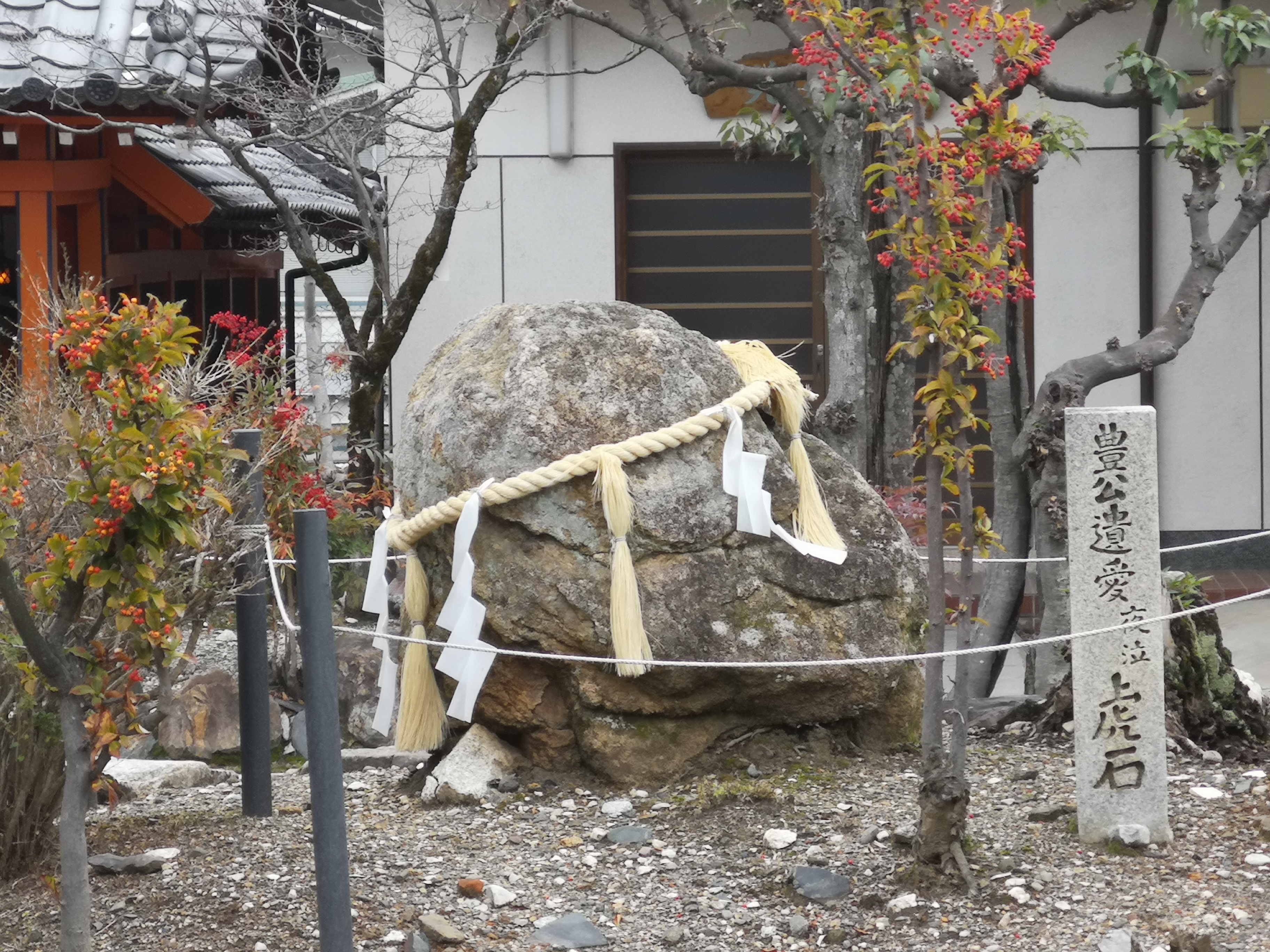
虎石（豊国神社）
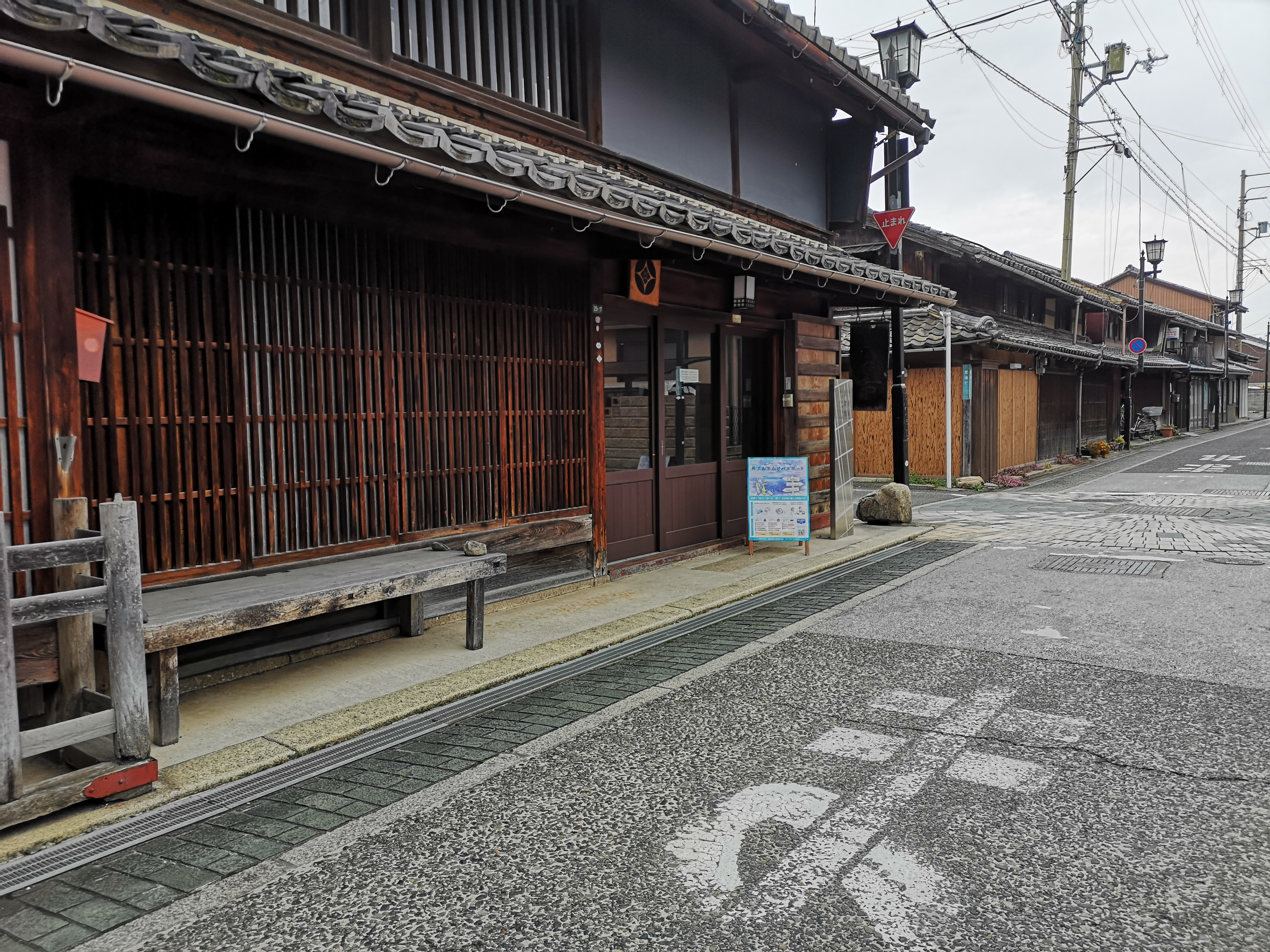
今重屋敷
宮川正夫商店（中魚屋町）
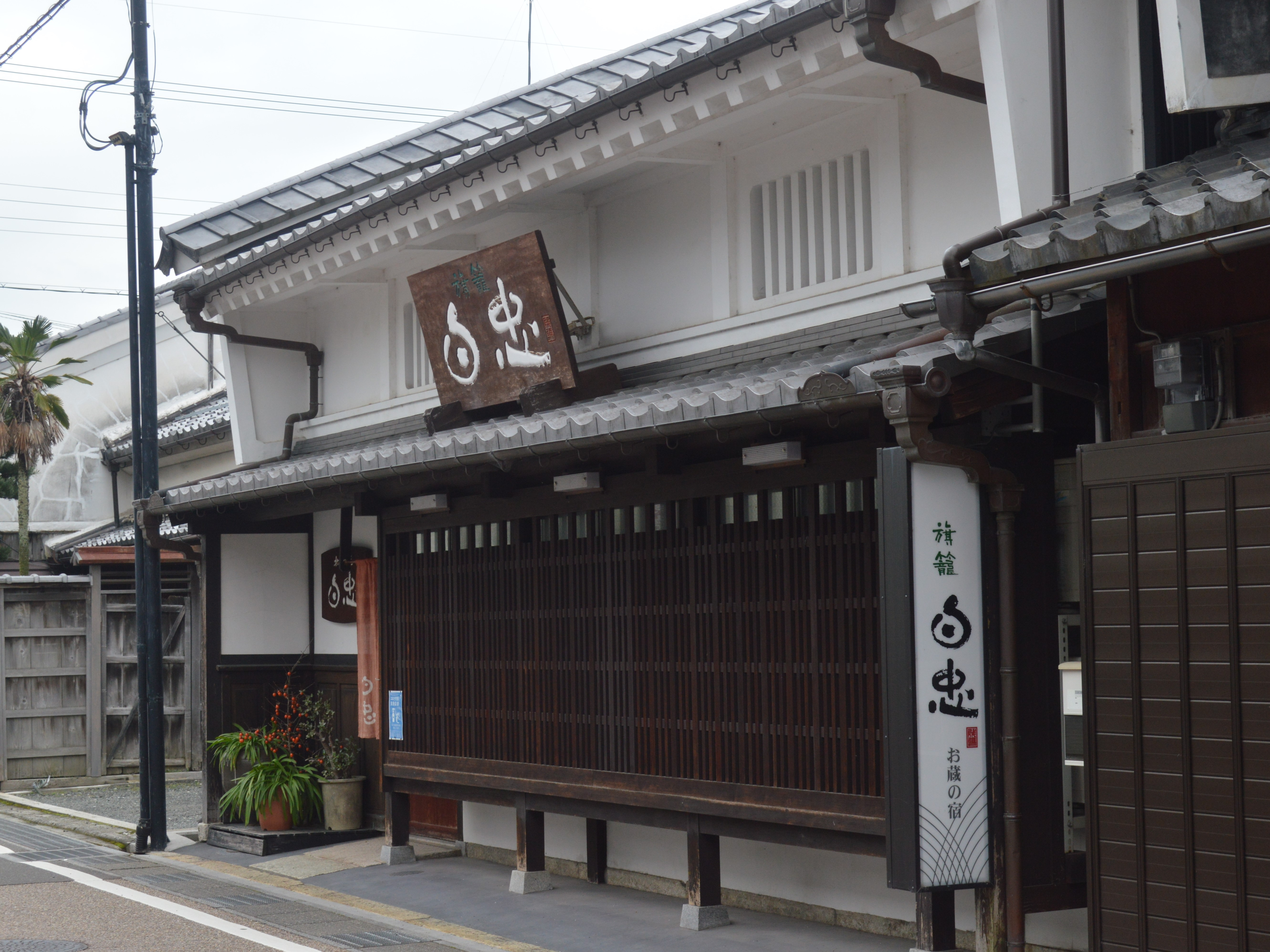
白忠
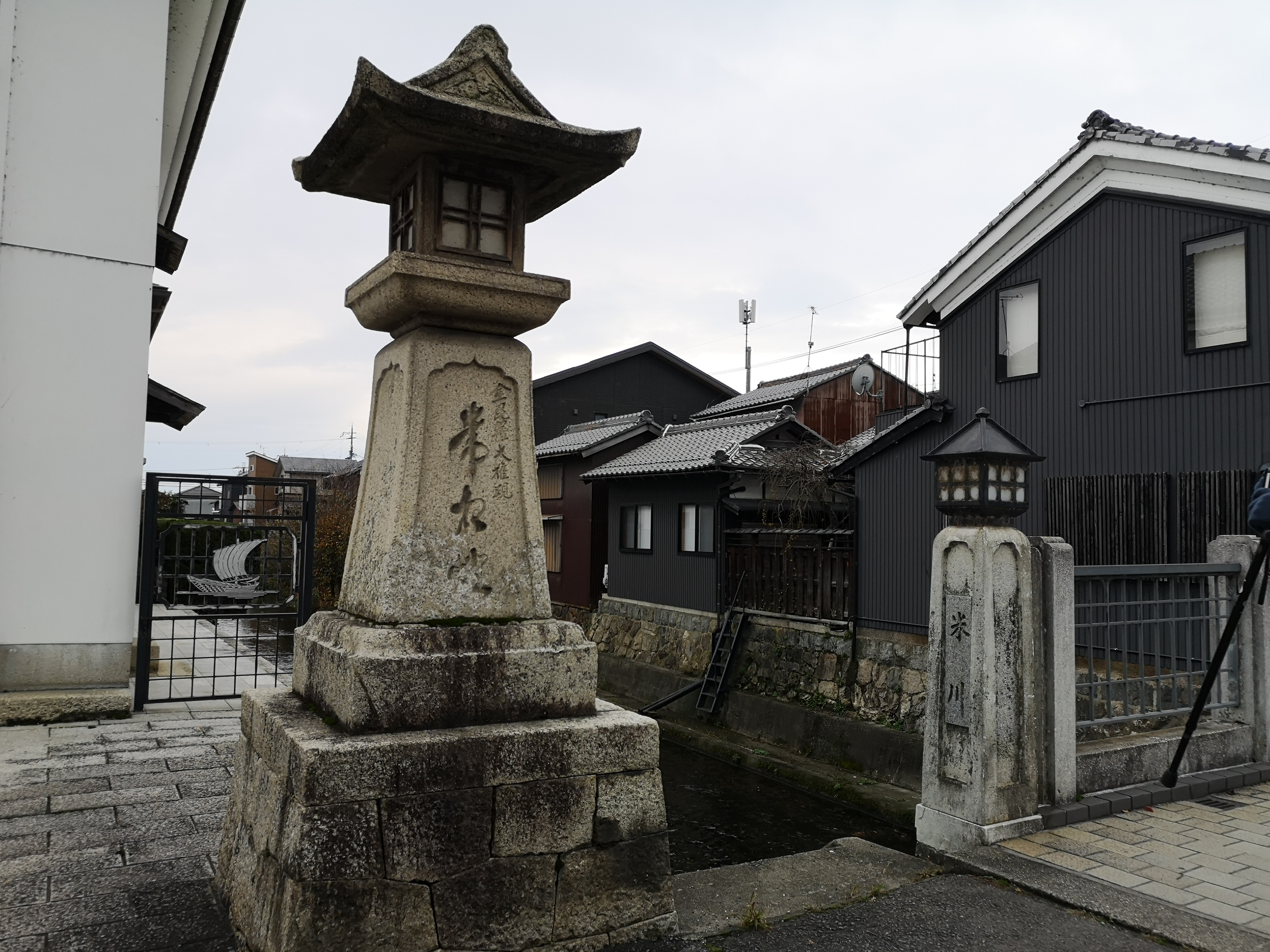
たたら橋と金毘羅大権現常夜燈
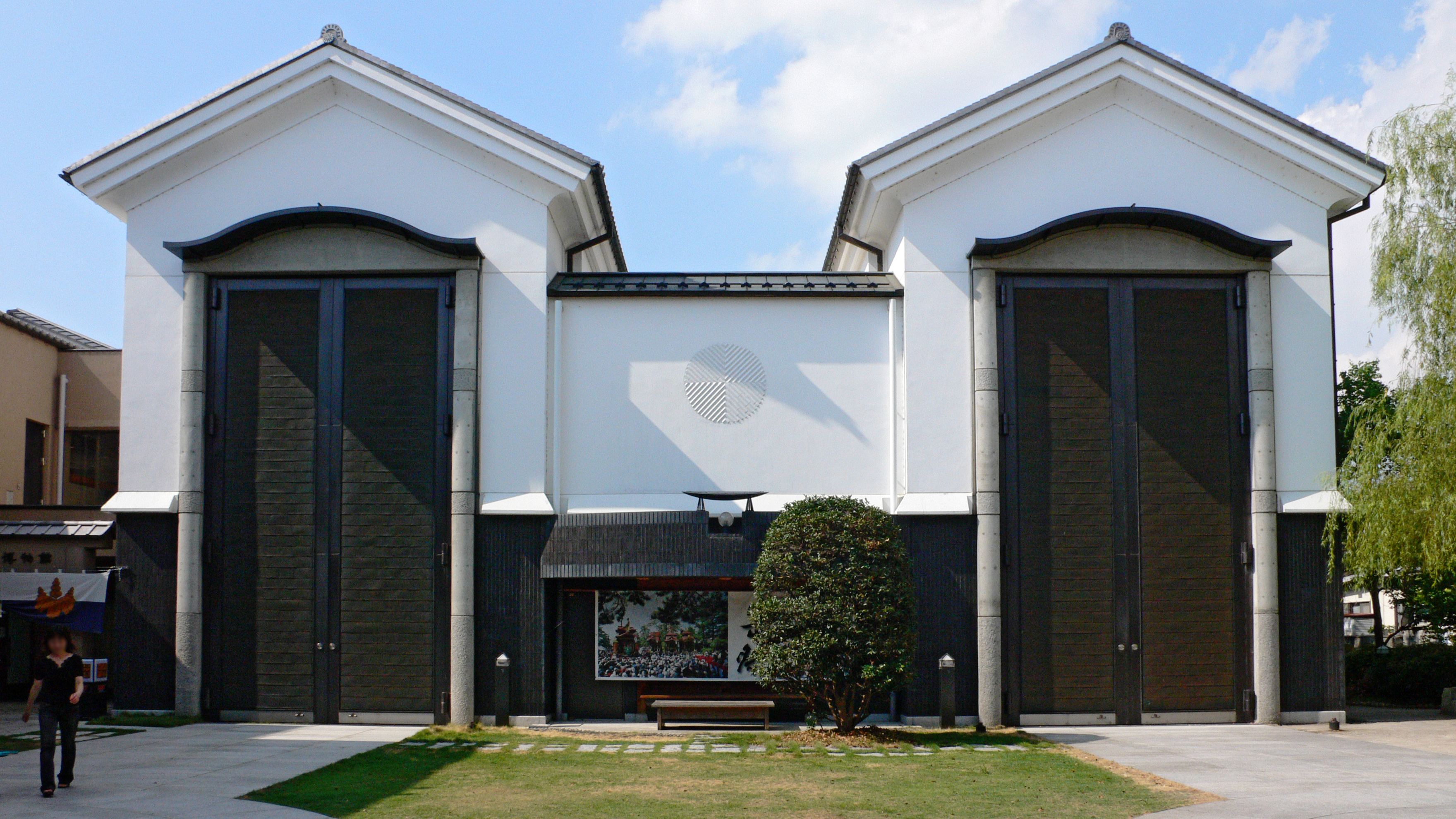
曳山博物館南庭と米川
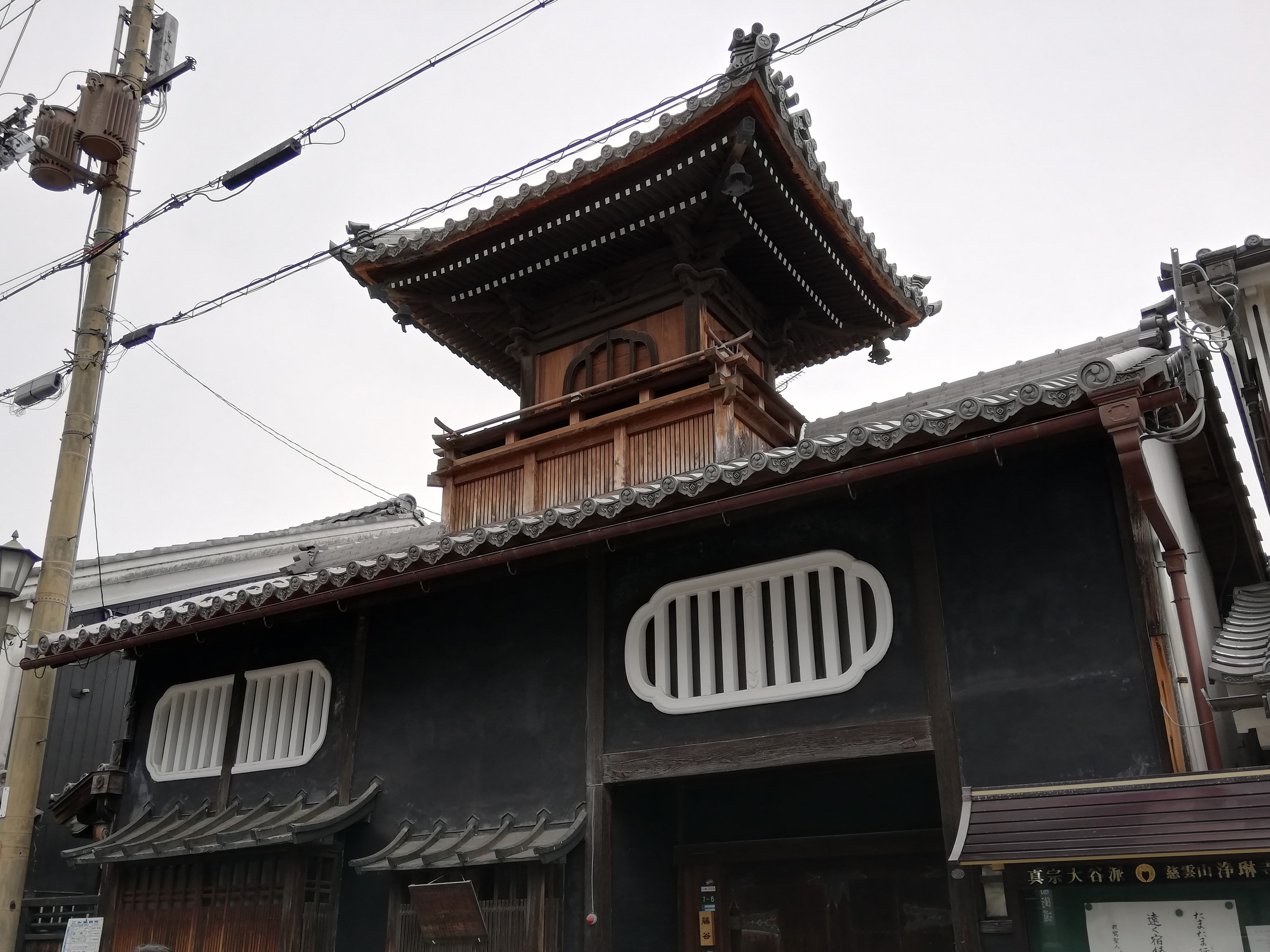
浄琳寺の太鼓楼
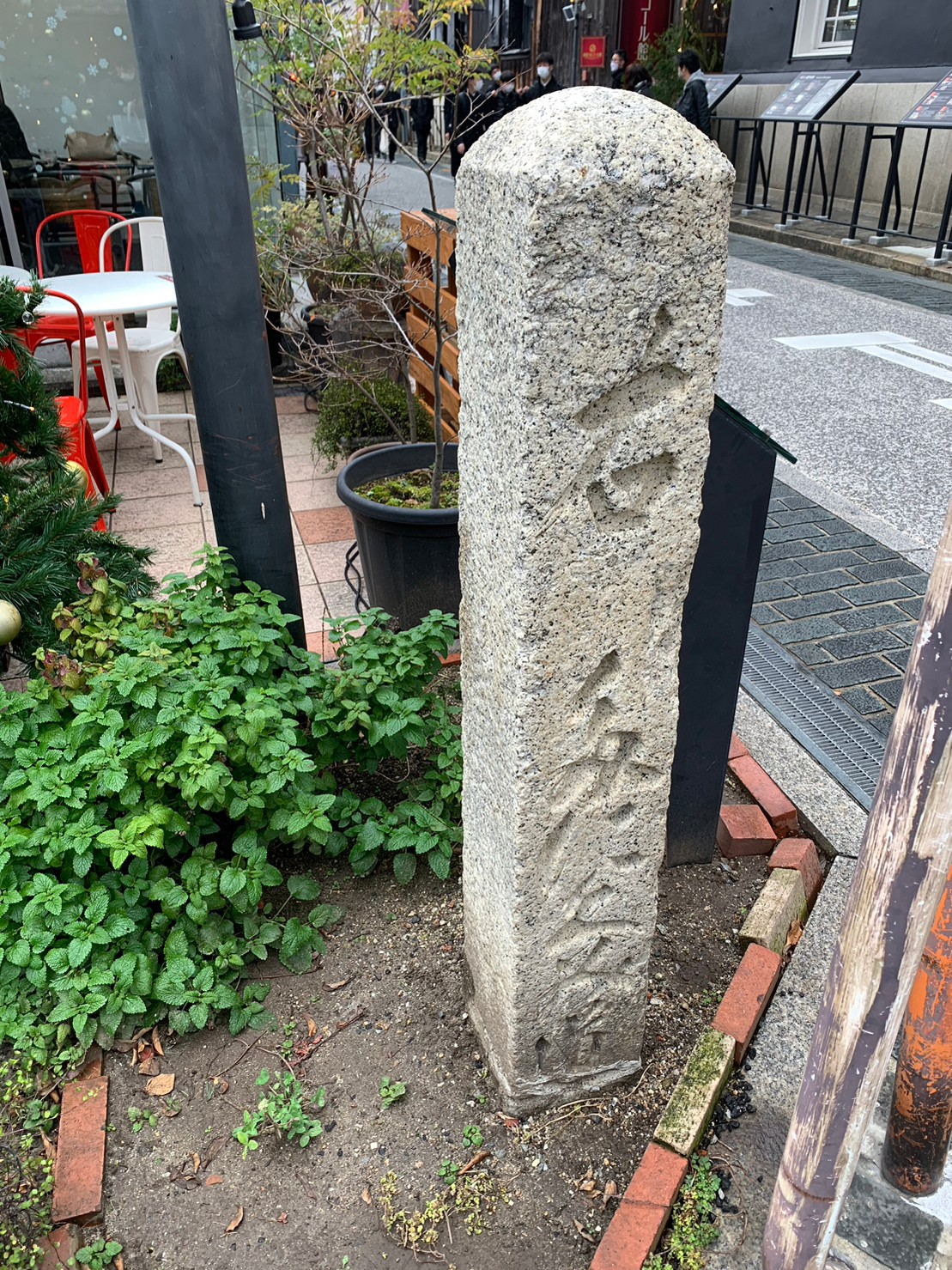
北国街道道標（札の辻）
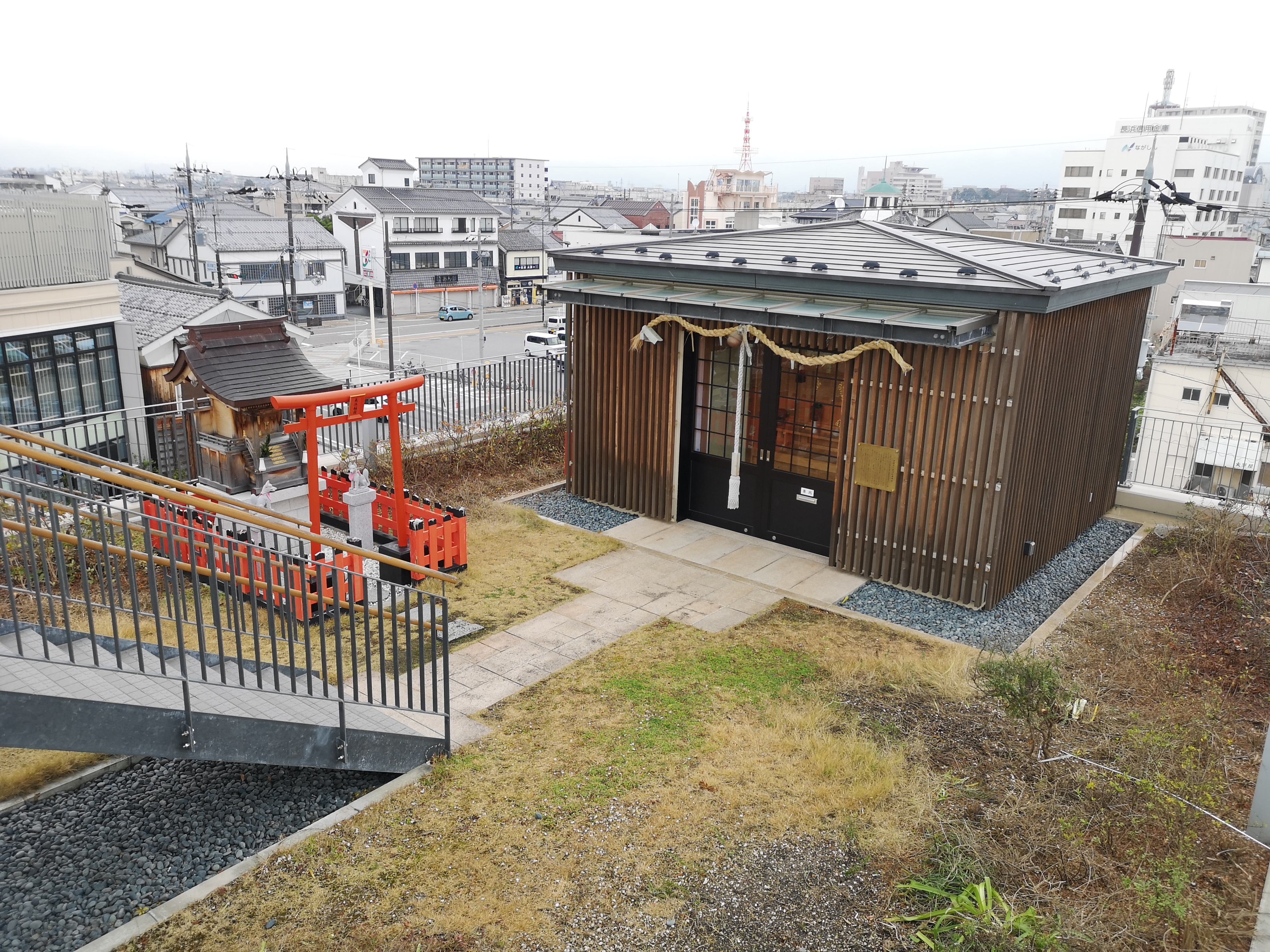
金毘羅大権現
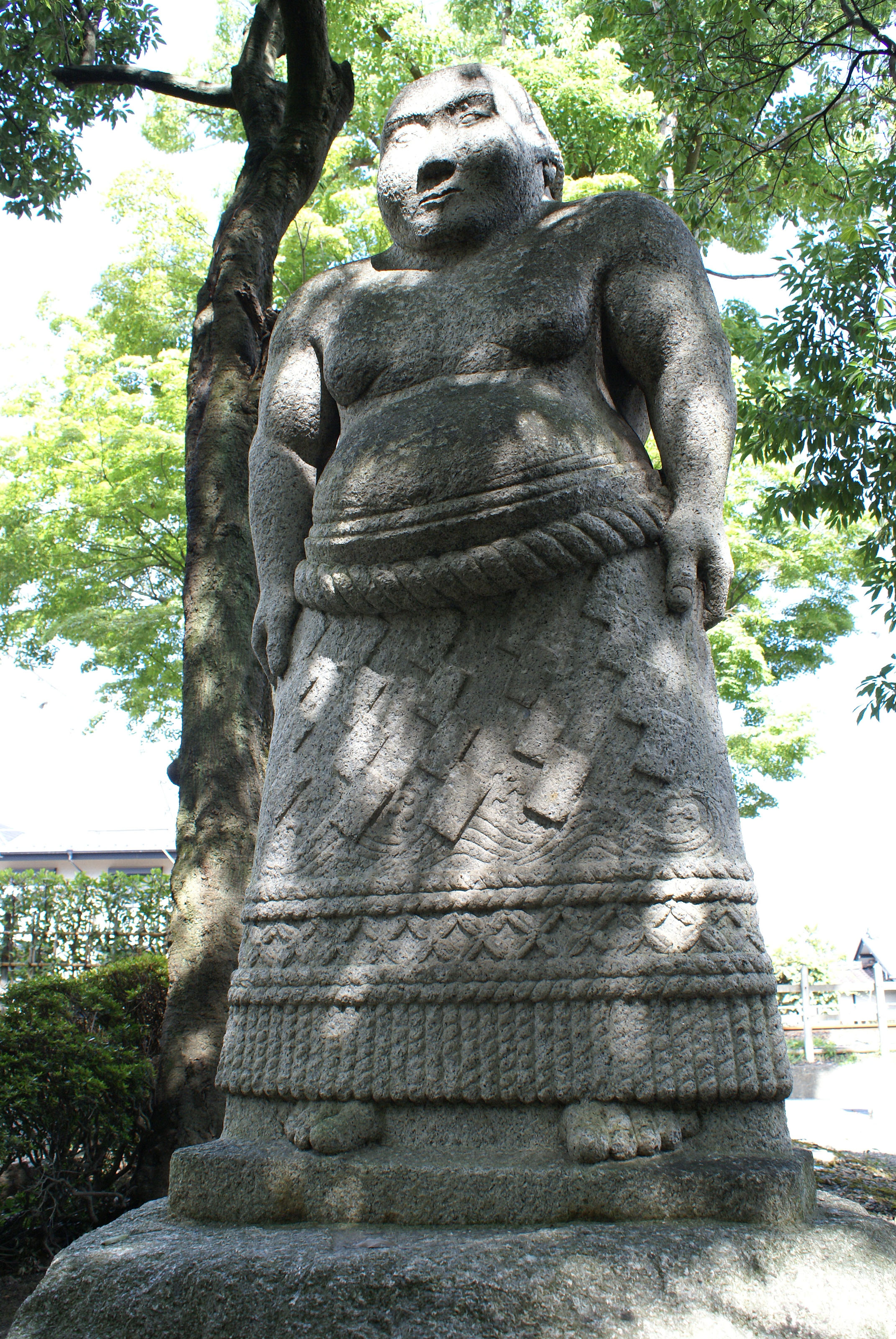
慶雲館の力士像

- 2023年度（令和5年度）

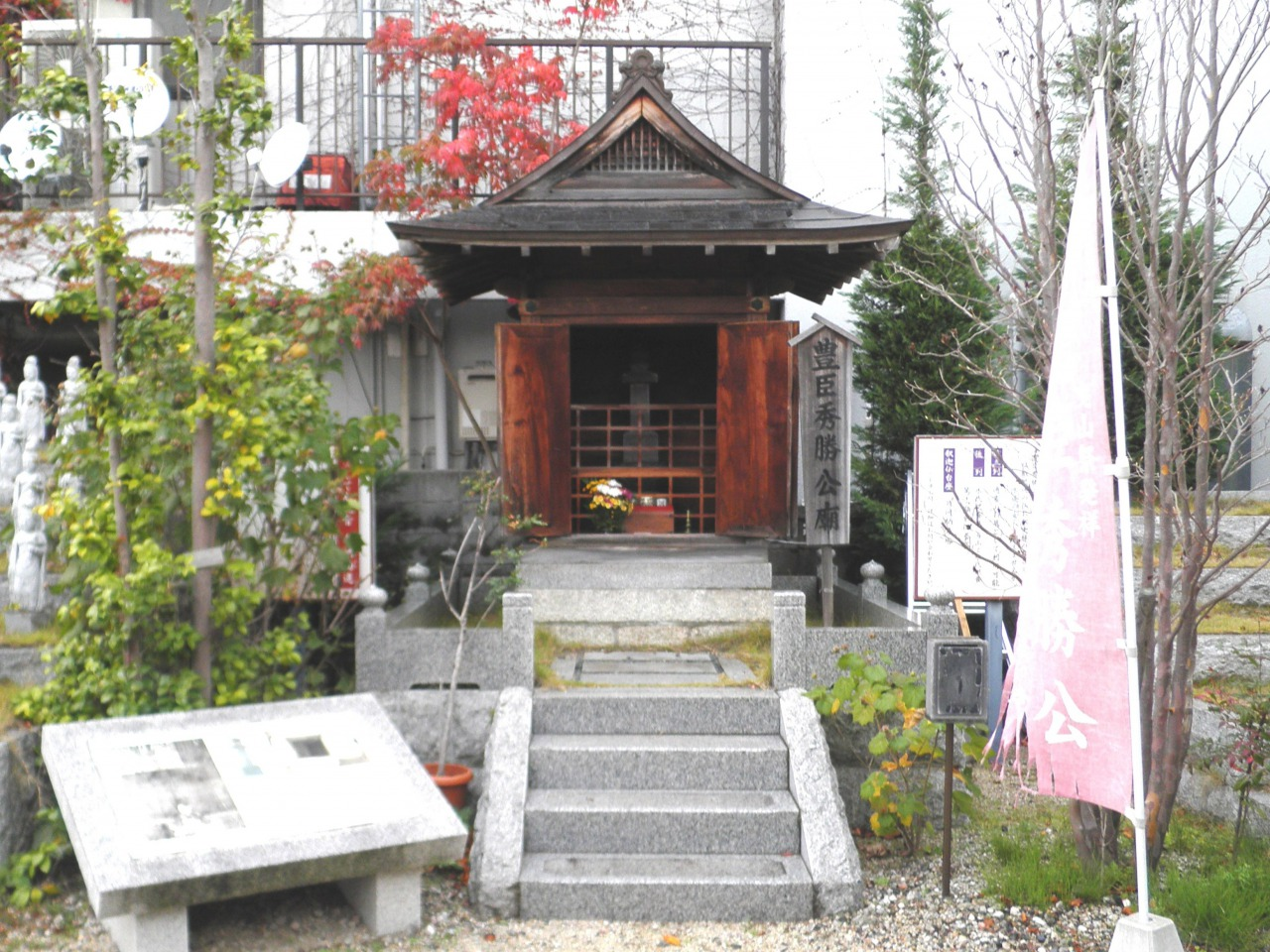
羽柴秀勝廟
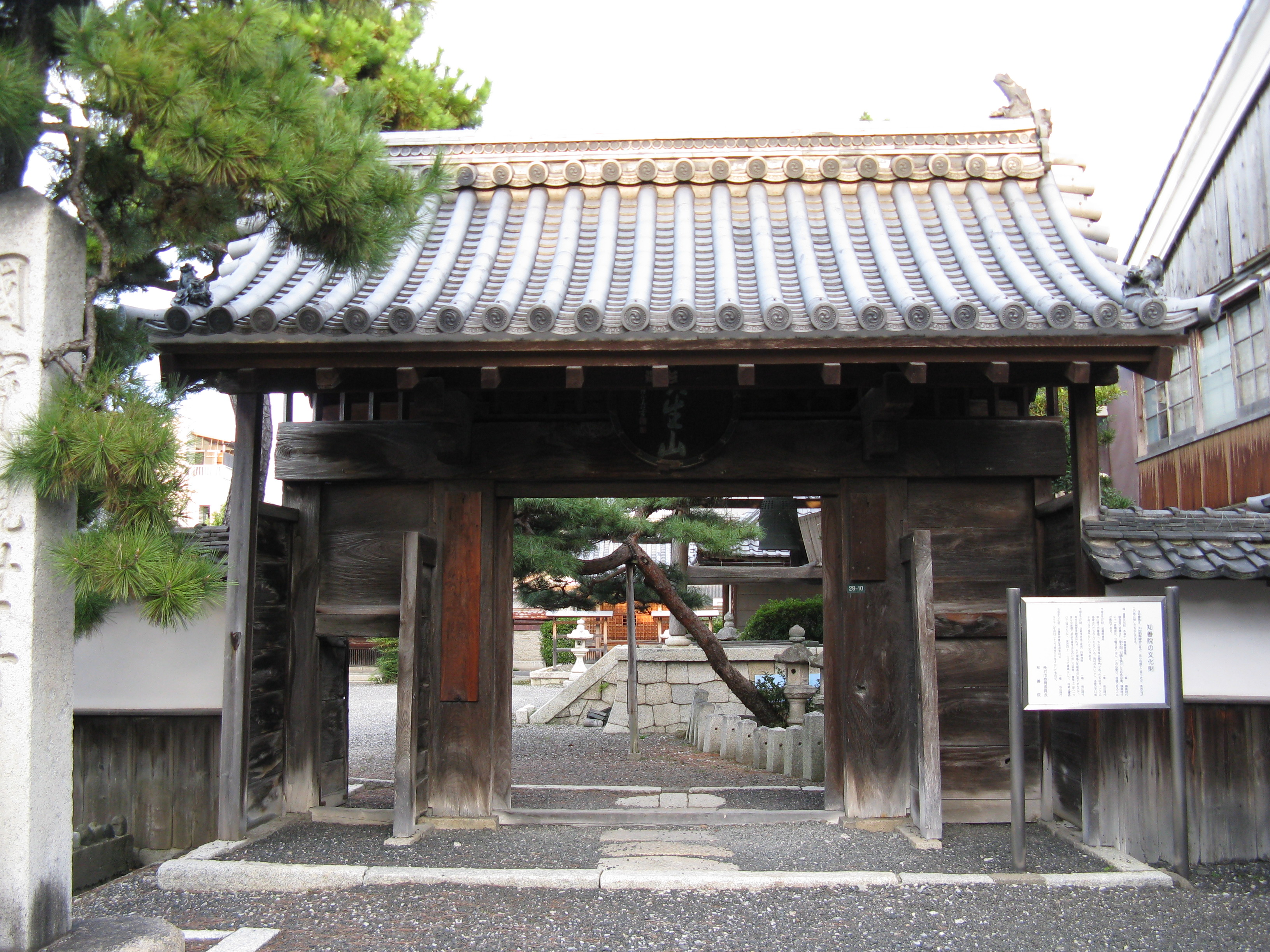
知善院 表門
嶋崎商店（瀬田町）
BIWAKO PICNIC BASE
北居俊雄氏宅（西御堂前町）
大手町の地蔵（大手町）
郡上の石燈籠
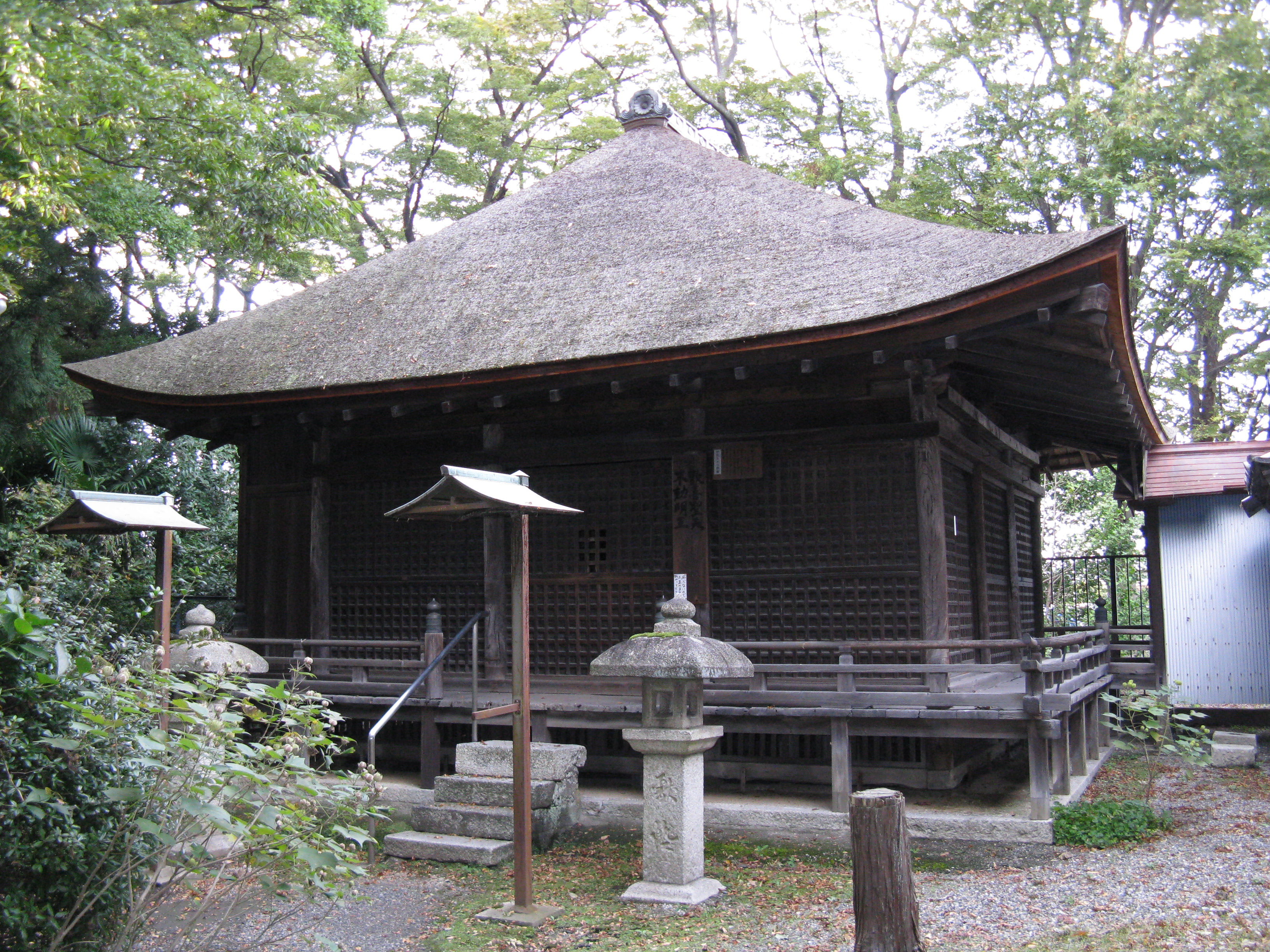
舎那院護摩堂
豊公園の東屋
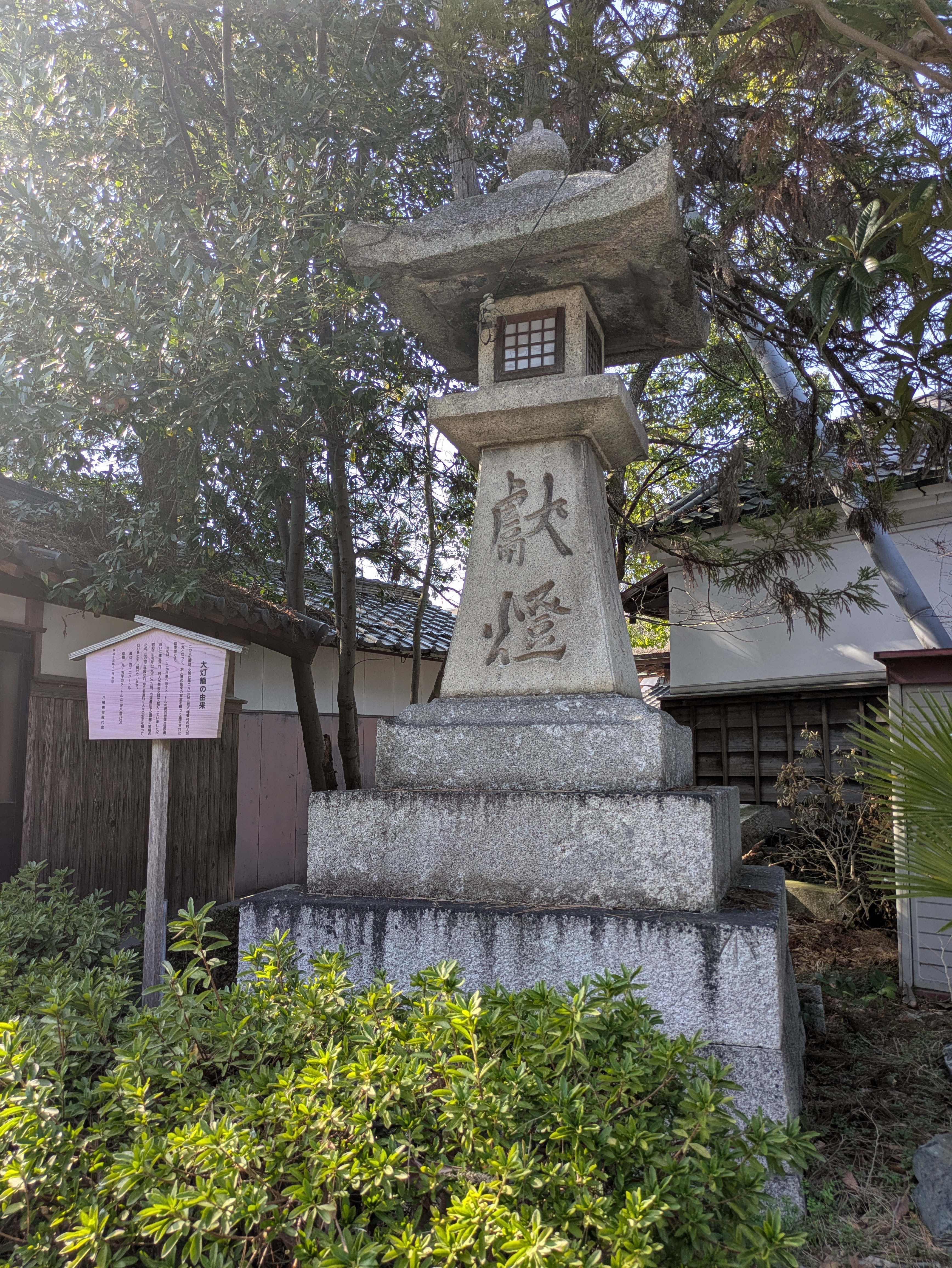
八幡東村の大燈籠
曳山博物館の浜仏壇

- 2024年度（令和6年度）

- 長浜八幡宮碑
- 大通寺台所門
- 文泉堂（銭作、金屋町）
- 三谷旅館（南伊部町）
- 馬つなぎ石（下船町）
- 舎那院の巨木（ケヤキ）
- 吉川三左衛門屋敷跡
- 田の中延命地蔵尊
- 長浜タワー
- 旧長浜駅舎

## アクセス
- JR西日本北陸本線長浜駅